# Gastronomia de l'Amèrica del Sud
La gastronomia sud-americana fa referència a l'art culinari desenvolupat als països de l'Amèrica del Sud. La cuina sud-americana està molt influenciada per la fusió de les diferents ètnies presents a Sud-amèrica. Les més característiques són la dels nadius americans, els africans, els espanyols, els italians, els portuguesos i els indis del sud asiàtic. Tanmateix, hi ha una barreja de cuines europees, nord-americanes i indígenes. Els costums i els productes alimentaris varien molt entre les regions físicament.

## Característiques generals

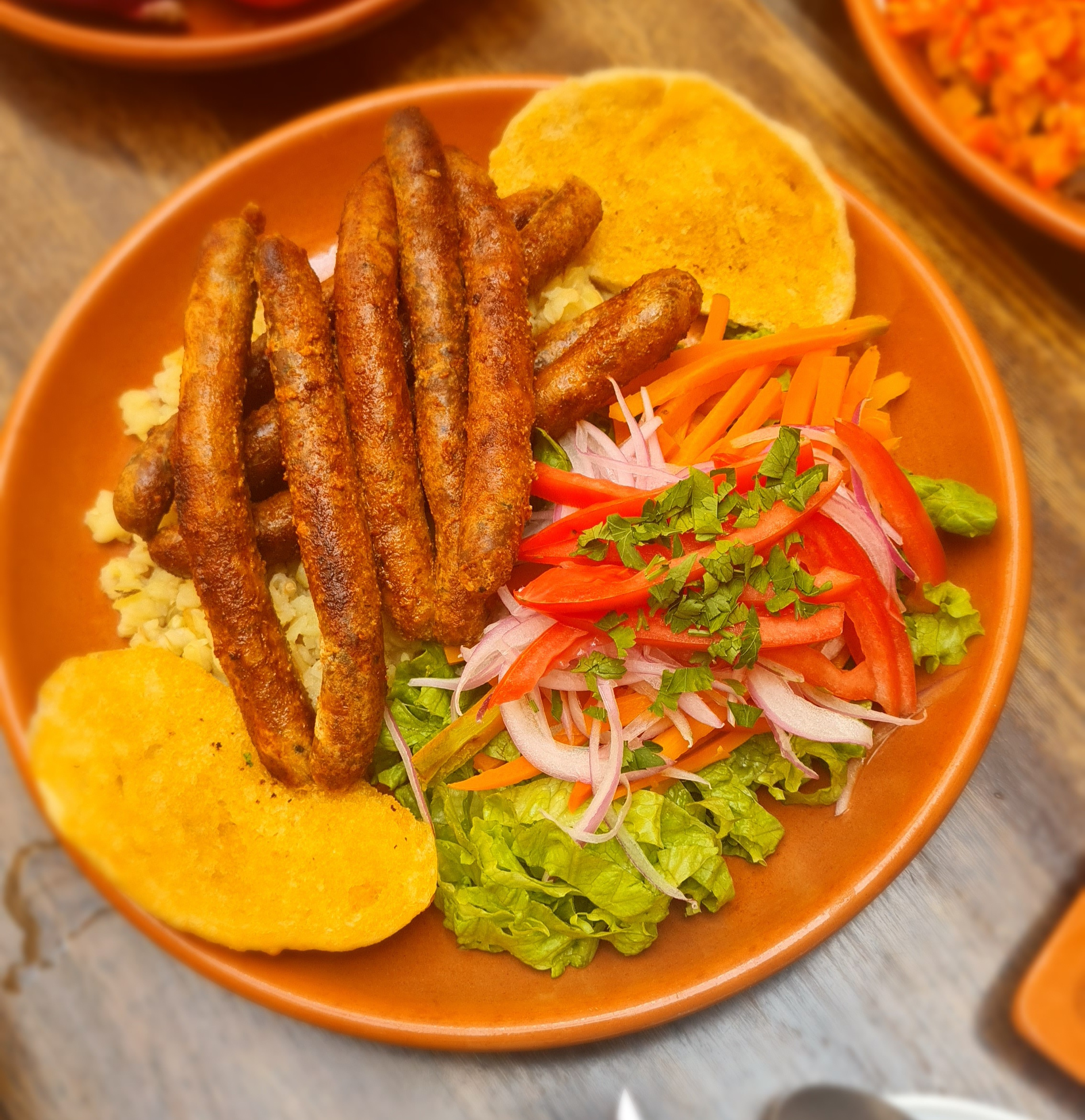
Chorizos tarateños, típics bolivians

La conca amazònica d'Amèrica del Sud ofereix una gran quantitat de peix fresc i fruita tropical. L'oceà Pacífic ofereix una gran quantitat de marisc, com el cranc reial (normalment capturat a l'extrem sud del continent a Xile), la llagosta (que es troba en grans quantitats a les illes Juan Fernández) i el krill antàrtic, descobert recentment. La tonyina i els peixos tropicals es pesquen a tot el continent, però es troben en abundància prop de l'illa de Pasqua, a Xile.
Les nombroses planures d'aquest continent el fan ric per al cultiu d'aliments com ara cereals, patates i quinoa. A la regió de la Patagònia (sud de l'Argentina) molta gent cria ovelles i bestiar boví. Al Brasil, un plat tradicional és la feijoada, un guisat de fesols amb vedella i porc. L'arròs amb mongetes també és molt comú al Brasil.
La cuina del Perú està molt influenciada per la cultura tradicional inca. El consum de carne asada està molt estès a gran part del continent. És popular cuinar a la brasa a l'aire lliure com en l'asado o el churrasco.
La carn de vedella desfilada és comú a l'Amèrica del Sud i a l'Amèrica Llatina en general, i se serveix amb una varietat d'aliments.

## Segons la regió

### Andes
La dieta andina està fortament influenciada per les poblacions indígenes. Els aliments principals al llarg dels anys continuen sent el blat de moro, les patates i altres tubercles. Les carns més característiques d'aquesta zona són la llama (Perú) i el conillet d'índies (Xile, Bolívia, Perú, Colòmbia i Argentina). A les zones on hi ha aigua dolça es consumeix truita.
El chupe andino es refereix a diversos guisats i sopes que es preparen a la regió de la serralada dels Andes. Una de les begudes més importants és la chicha. Els plats habituals són humitas, locro, chanfaina, arepas, quimbolitos (unes postres similars als tamales dolços) i pebrots. Un plat famós dels Andes peruans és la pachamanca. De la barreja de cuina alemanya, autòctona i de l'arxipèlag de Chiloé, al sud dels Andes, neixen el caldo valdiviano i el curanto.
A les zones més humides del Perú es produeix canya de sucre, llimones, plàtans i taronges. La chancaca és molt popular, igual que la carbonara, el sancocho, els huevos quimbos, el pastís de patata i el ch'arki.

### Pampa

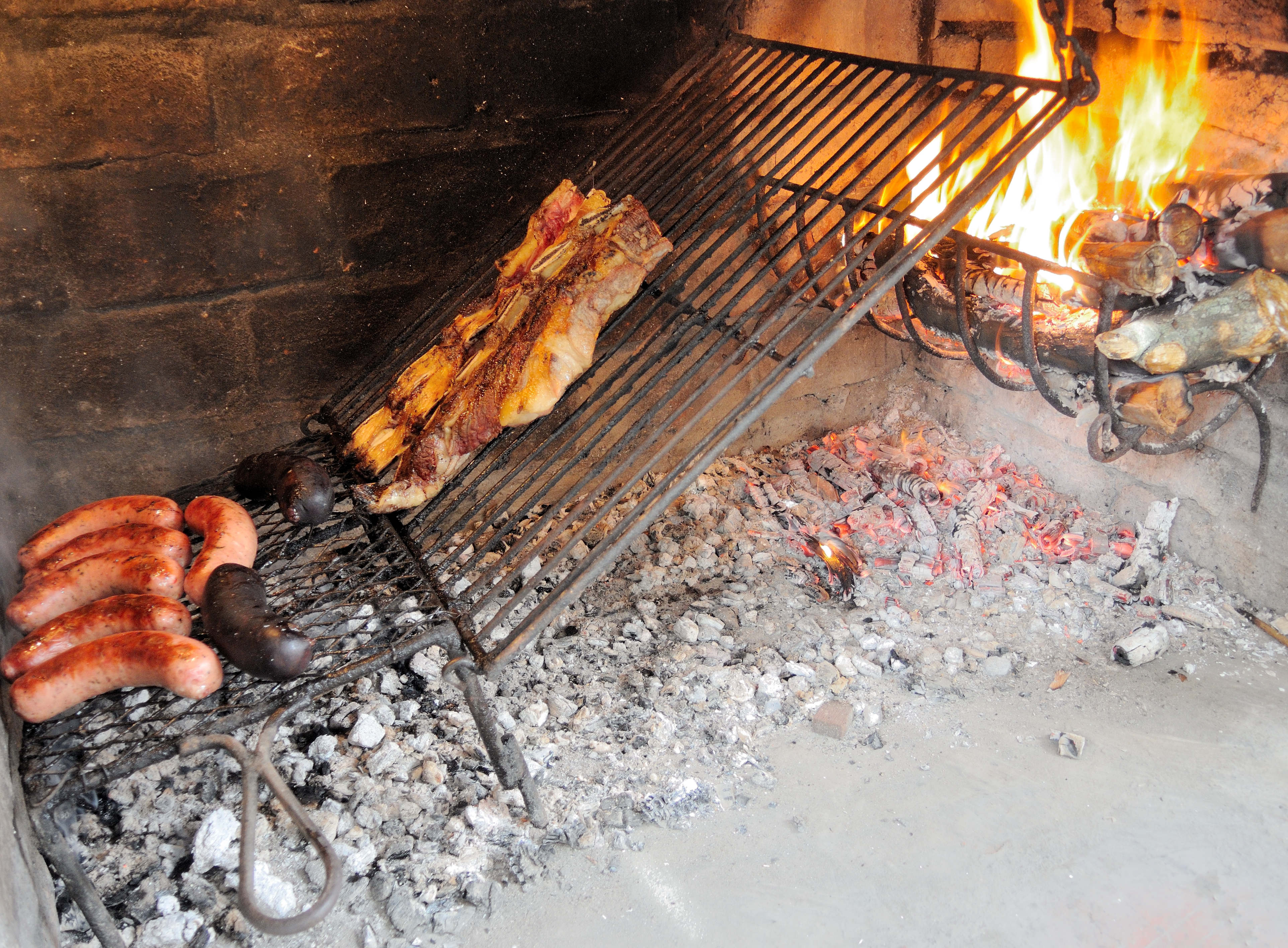
Un asado uruguaià

La pampa és la que té més influències italianes i espanyoles. A l'Argentina, són el centre dels tres plats típics argentins: dulce de leche, asado (churrasco al Brasil) i milanesa.
La pizza argentina és diferent de la italiana, sent més propera als calzones. La pasta i la polenta són comunes a l'Argentina i a la pampa en general. Les empanadas i el choripán són menjar ràpid molt popular a l'Argentina i l'Uruguai. Els xurros, l'ensaïmada, l'alfajor, la truita de patates espanyola, les mandonguilles, la sopa de mondongo i el puchero són cuina de la pampa d'origen espanyol. El mate és popular a la pampa.

### Tropical

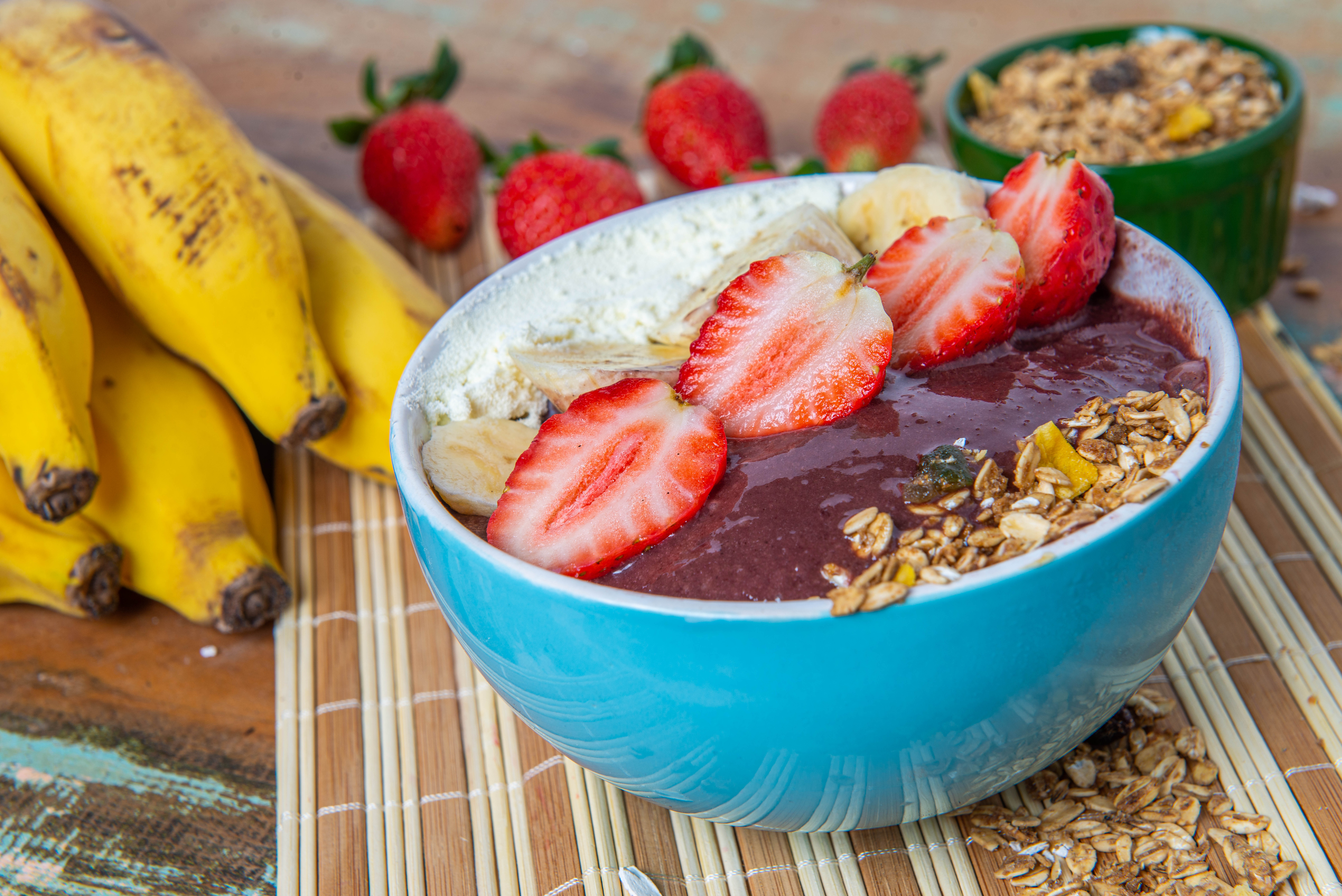
Unes postres típiques brasileres d'açaí amb plàtan, maduixa i granola

La regió tropical del continent es divideix en dues zones diferenciades: les zones costaneres de l'Atlàntic i el Pacífic i la zona de l'Amazònia, cadascuna amb les seves cuines diferenciades. Gran part de les fruites que es consideren exòtiques són comunes als boscos i camps tropicals, com ara la guaiaba, la pinya, la papaia, el mango, el plàtan i el saüc. El clima i la geografia també afavoreixen una gran varietat de conreus: patates, moniatos, iuca, complementats amb carn i peix; grans, principalment arròs, blat de moro, blat i fesols.
A la zona costanera són plats habituals el ceviche, els tostones o patacón, l'arepa, la chipa, el sancocho, el pabellón criollo, la bandeja paisa, la guatita i la sopa paraguaiana. Al Brasil, aliments com la feijoada, l'arroz carreteiro, la coxinha i la farofa són comuns a tot el país. L'estat de Bahia té la seva pròpia cuina, que té fortes influències africanes. La zona amazònica és coneguda per la seva utilització de carns autòctones com el capibara, les tortugues, el pècari i la paca. Els plats habituals són el juane, el tacacho i el tacacá. Hi ha una gran varietat de fruites autòctones de l'Amazònia amb les quals es preparen una gran varietat de begudes.

## Per països
- Gastronomia de l'Argentina
- Gastronomia de Bolívia
- Gastronomia del Brasil
- Gastronomia de Colòmbia
- Gastronomia de l'Equador
- Gastronomia de Guyana
- Gastronomia del Paraguai
- Gastronomia del Perú
- Gastronomia del Surinam
- Gastronomia de l'Uruguai
- Gastronomia de Veneçuela
- Gastronomia de Xile